# Robert Löw
Robert Löw (Praga, 6 de março de 1872 — Ijuí, 21 de maio de 1943) foi um empresário e jornalista tcheco, radicado no Brasil, fundador do jornal Die Serra-Post.
Filho de Leopoldo e Loiuse Löw, formou-se em direito pela Universidade Carolina de Praga.. Cinco anos depois, já casado com Júlia Herock, emigrou para o Brasil, chegando em Porto Alegre em 1900. Fez um curso intensivo da língua portuguesa e no ano seguinte obteve a permissão do Supremo Tribunal de advogar em todo o Rio Grande do Sul, menos nas cidades de Porto Alegre, Pelotas e Rio Grande. Estabelecido inicialmente em São Leopoldo, entrou em contato com diversas empresas de colonização, mudando-se inicialmente para Pirapó, depois para Cruz Alta e finalmente para Ijuí.
Comprou um prédio onde instalou uma tipografia, livraria e onde também fundou, em 12 de maio de 1911, o jornal Die Serra-Post. 
Em 1914 partiu em visita à Alemanha para visitar a família e negócios, deixando no comando de seu jornal sua esposa junto com Richard Becker. Pouco tempo depois de chegar à Europa, estourou a Primeira Guerra Mundial, impedindo seu retorno ao Brasil até o final dela, cinco anos depois.
Voltou da Europa com a saúde abalada e passou gradativamente seus negócios para seus filhos: Ulrich Löw assumiu o jornal, enquanto Leopold Löw assumiu a Litografia Serrana.